# Мала Пристава (Шмарје при Јелшах)
Мала Пристава (словен. Mala Pristava) је насељено место у општини Шмарје при Јелшах, Савињска регија, Словенија.

## Историја
До територијалне реорганизације у Словенији била је у саставу старе општине Шмарје при Јелшах.

## Становништво
У попису становништва из 2011. године, Мала Пристава је имала 77 становника.
| Број становника према пописима | Број становника према пописима | Број становника према пописима |
| ------------------------------ | ------------------------------ | ------------------------------ |
| 1991                           | 2002                           | 2011                           |
| 81                             | 83                             | 77                             |

Напомена: Године 1995. умањено за део насеља који је припојен насељу Шмарје при Јелшах. Године 2017. извршена је мања размена територије између насеља Мала Пристава и Сотенско при Шмарју.